# لاوینیا فیشر
لاوینیا فیشر (انگلیسی: Lavinia Fisher; c. ۱۷۹۳ – ۱۸ فوریهٔ ۱۸۲۰) قاتل زنجیره‌ای، و راهزن جاده‌ای اهل ایالات متحده آمریکا بود. طبق افسانه‌های شهری، او اولین قاتل زنجیره ای زن در ایالات متحده آمریکا بوده است. لوینیا با جان فیشر ازدواج کرده بود و هر دو به جرم دزدی در بزرگراه که در آن زمان یک جرم بزرگ بود - و نه قتل - به مرگ محکوم شدند.
برخی مورخان شروع به زیر سؤال بردن صحت افسانه شهری کرده‌اند و برخی دیگر ادعا می‌کنند که لاوینیا فیشر هرگز کسی را نکشت. با این حال، او یکی از اعضای فعال یک باند بزرگ بزرگراه بود که در دو خانه، یک خانه در مایل پنجم و یک خانه در مایل ششم، در حومه شهری نزدیک چارلستون، کارولینای جنوبی فعالیت می‌کردند. مشخص نیست که خانه مایل ششم یک هتل بود یا خیر، اما به عنوان مخفیگاه تعداد زیادی از قانون شکنان فعالیت می‌کرد.

## مکان زندگی
فیشر و همسرش بیشتر عمر خود را در چارلستون، کارولینای جنوبی زندگی کردند. آنها با هم صاحب مسافرخانه‌ای به نام «خانه ویفار در مایل ششم بودند» که در اوایل قرن ۱۹ آن را مدیریت می‌کردند. این هتل در شش مایلی شمال چارلستون واقع شده بود، به همین دلیل این نام بر روی این هتل گذاشته شد. در مدت اقامت این زوج در آنجا، گزارش‌هایی مبنی بر ناپدید شدن مهمانان به کلانتر محلی داده شد. به دلیل کمبود شواهد و محبوبیت این زوج نزد بسیاری از مردم محلی، این شکایات بی‌نتیجه ماندند.

## محاکمه و اعدام
نزدیک به یک سال کامل بین زمان دستگیری و اعدام آنها فاصله وجود دارد. در جریان محاکمه آنها، فیشرها ادعا کردند که بی گناه هستند، اما دستور داده شد تا زمان محاکمه آنها که در ماه مه برگزار می‌شد، در زندان نگهداری شوند، در حالی که همدستان آنها به قید وثیقه آزاد شدند. در محاکمه آنها، هیئت منصفه ادعای بیگناهی آنها را رد کرد و آنها را به دلیل سرقت در بزرگراه که یک جرم بزرگ است، مجرم شناخت. با این حال، قاضی اجازه فرجام‌خواهی داد و تا جلسه ژانویه دادگاه به آنها مهلت داده شد. در طول این مدت، فیشرها خود را با نقشه‌هایی برای فرار مشغول کردند، زیرا آنها با هم در زندان چارلستون، کارولینای جنوبی (زندان قدیمی شهر) در یک سلول ۶×۸ نگهداری می‌شدند و که محافظت چندانی از آن نمی‌شد. در ۱۳ سپتامبر آنها نقشه خود را عملی کردند و فرار خود را آغاز کردند. همه چیز طبق برنامه پیش نرفت، زیرا طنابی که از کتان زندان ساخته بودند پاره شد و لاوینیا در سلول گرفتار شد و فقط جان آزاد شد. او تمایلی به ادامه نقشه فرار به تنهایی نداشت و دوباره دستگیر شد. سپس این دو تحت تدابیر امنیتی شدیدتری نگهداری شدند. دادگاه قانون اساسی درخواست‌های آنها را رد کرد و در ۴ فوریه ۱۸۲۰ هر دو مجدداً محکوم به اعدام شدند. آنها بر بی‌گناهی خود اصرار ورزیده و برای کسانی که در روند قضایی به آنها ظلم کرده‌اند درخواست رحمت کردند. پس از اینکه کشیش نامه را خواند، فیشر شروع به دفاع از پرونده خود در برابر جمعیت حدوداً ۲۰۰۰ نفری کرد.